# Liste des cours d'eau du Pakistan

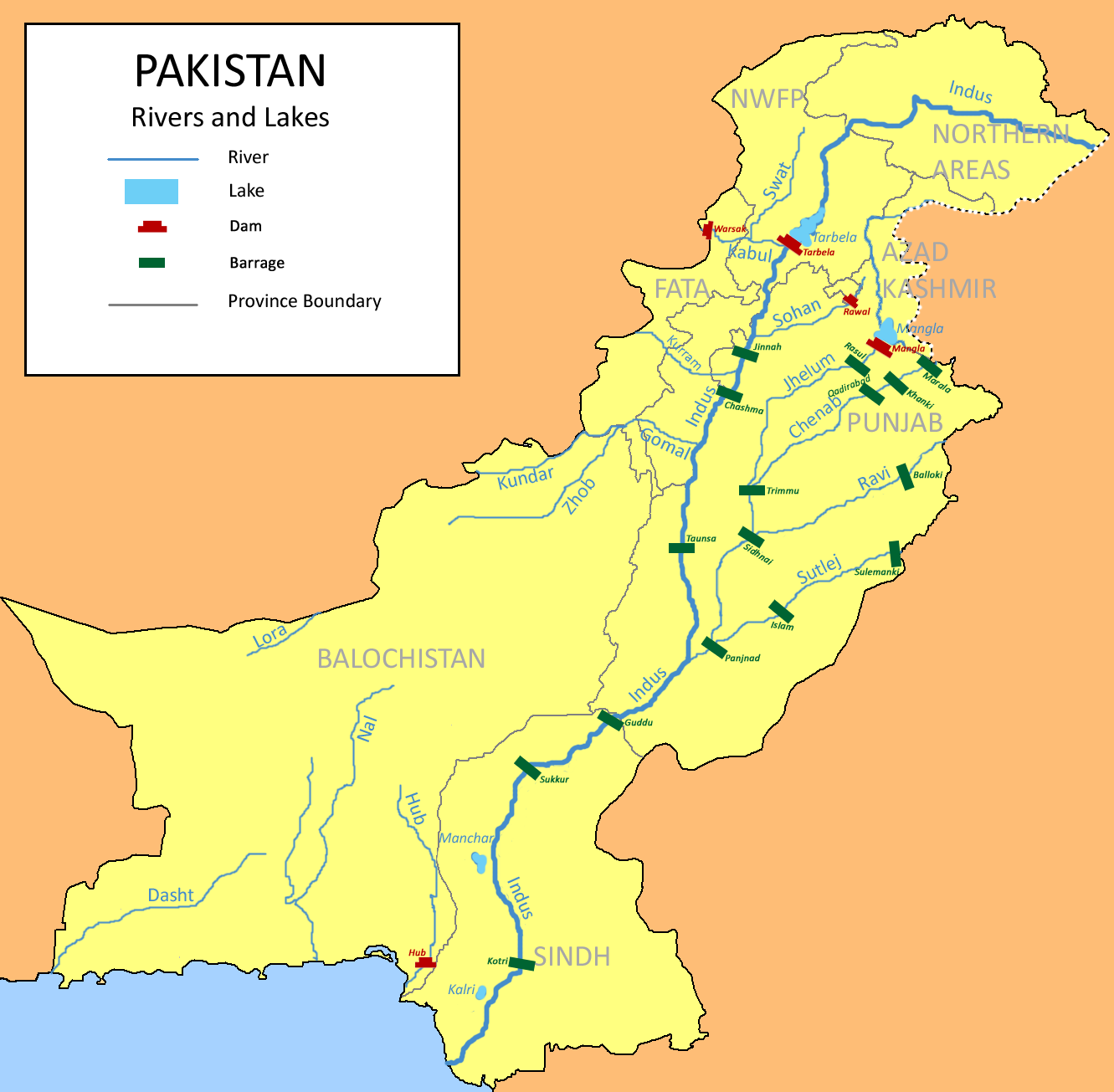
La carte du pays et de son réseau hydrographique

Le fleuve Indus constitue l'artère fluviale principale des cours d'eau du Pakistan, sans son apport en eau ainsi que celui de ses tributaires, le pays serait un désert depuis longtemps.
L'Indus prend sa source dans les glaciers de l'Himalaya et rentra au Pakistan par le nord-est. Il coule ensuite vers le sud-ouest sur la longueur du pays, soit 2 900 km avant de se jeter dans la mer d'Arabie. Le bassin de l'Indus apporte les deux-tiers de l'eau au Pakistan.
Ses affluents principaux sont la Sutlej, la Beas, la Chenab, la Ravi et la Jhelum qui forme ensemble le Panjnad dans la province du Pendjab.
Quand l'Indus s'approche de la mer d'Arabie, il se répand pour former un delta. Une grande partie du delta est marécageuse. Il inclut 225 000 hectares de mangroves et de marais. À l'ouest du delta se trouve le port maritime de Karachi; à l'est le delta se disperse dans les marais salants connus sous le nom de Rann de Kutch.
La liste des rivières partiellement ou entièrement au Pakistan est organisée par bassin de l'ouest vers l'est, les affluents sont listés depuis la confluence jusqu'à la source.

## Fleuves s'écoulant vers la mer d'Arabie (en saison humide qui peuvent atteindre la mer ou pas)

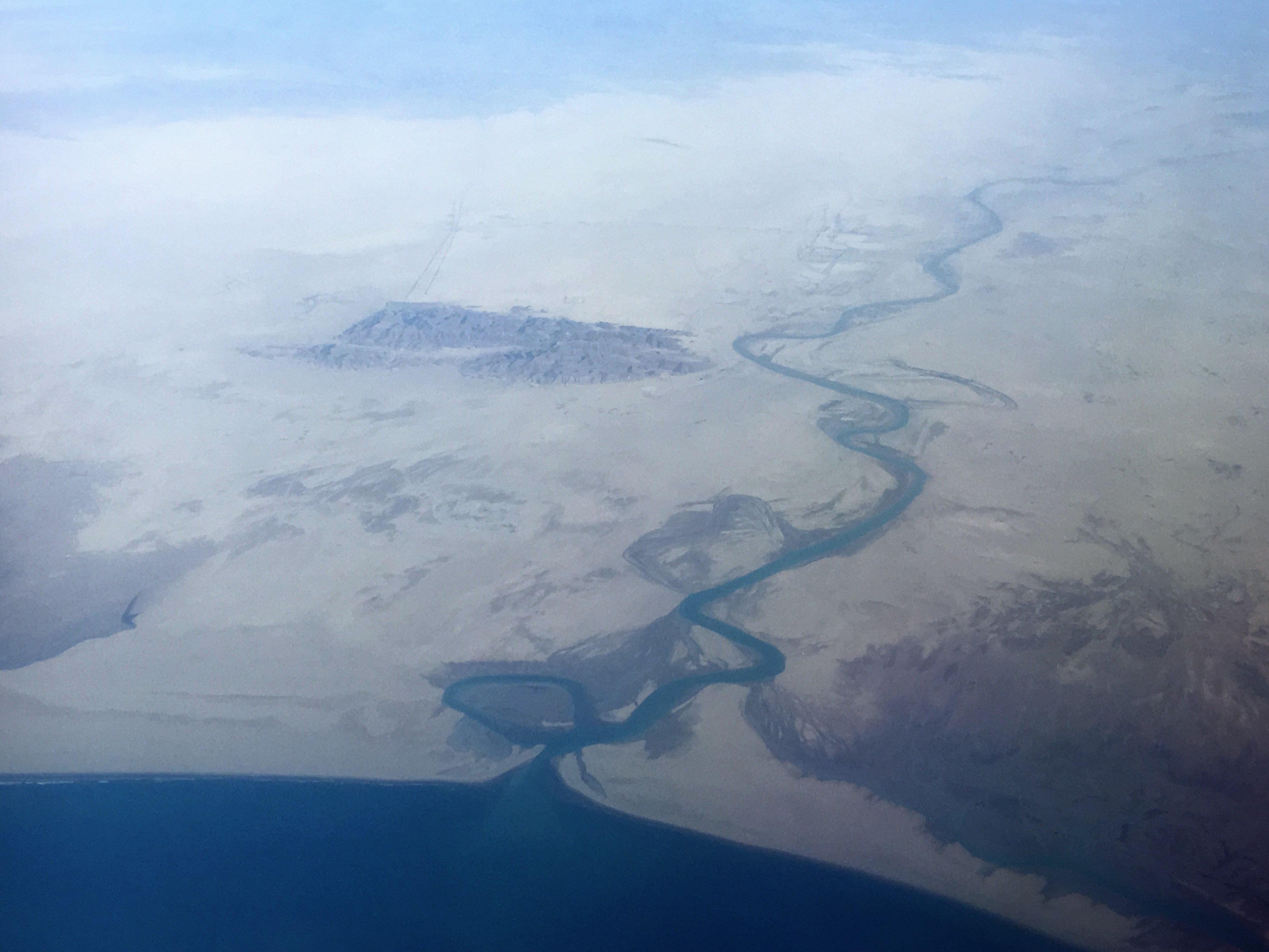
Le Dasht se jetant dans le mer d'Arabie.

- Dasht
  - Kech (en)
- Basol (en)
- Hingol (en)
  - Nal
- Porali
- Hub (en)
- Orangi Nala (en)
- Malir (en)
- Lyari (en)
  - Gujjar Nala (en)

## Bassin de l'Indus

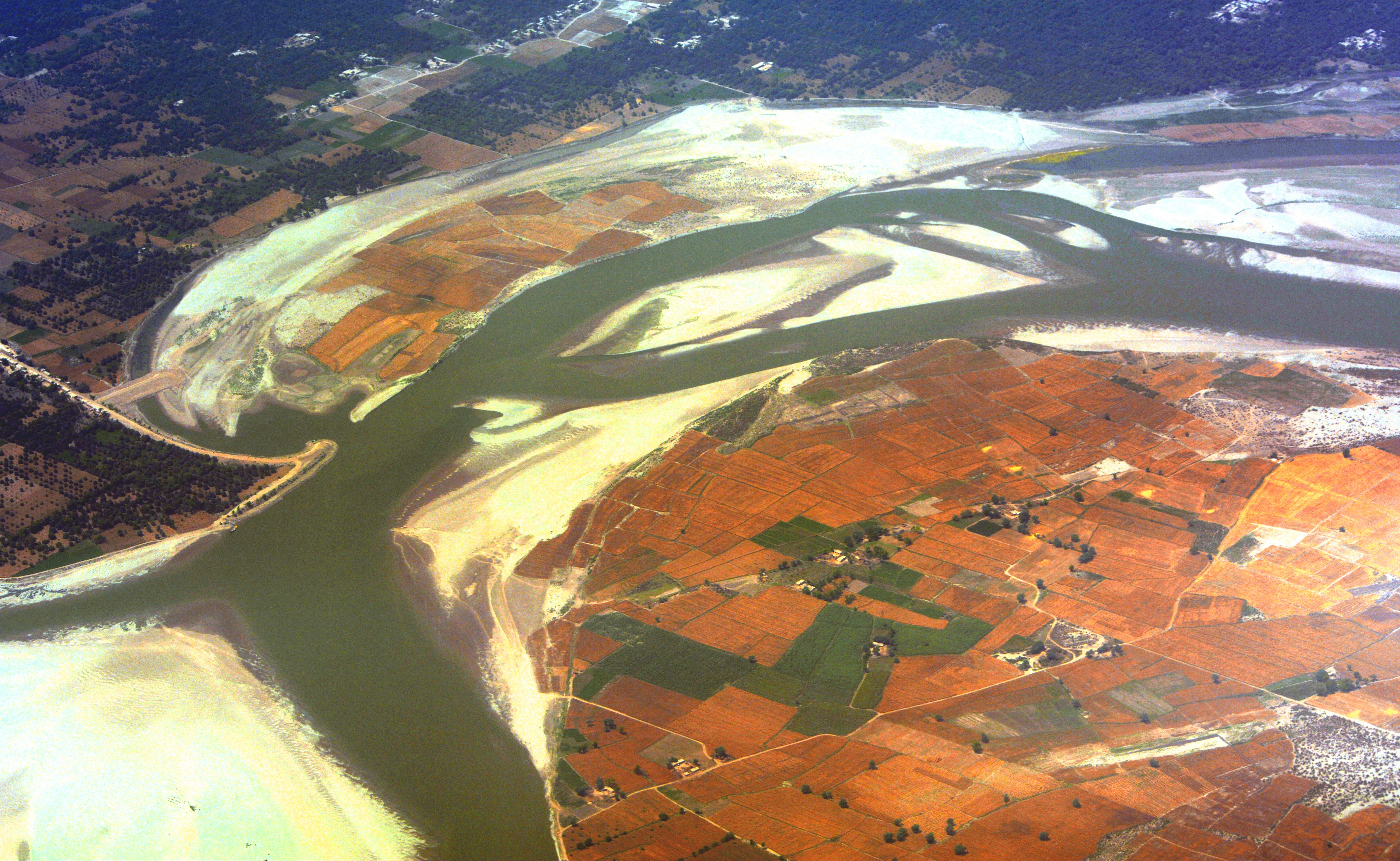
Le Chenab.

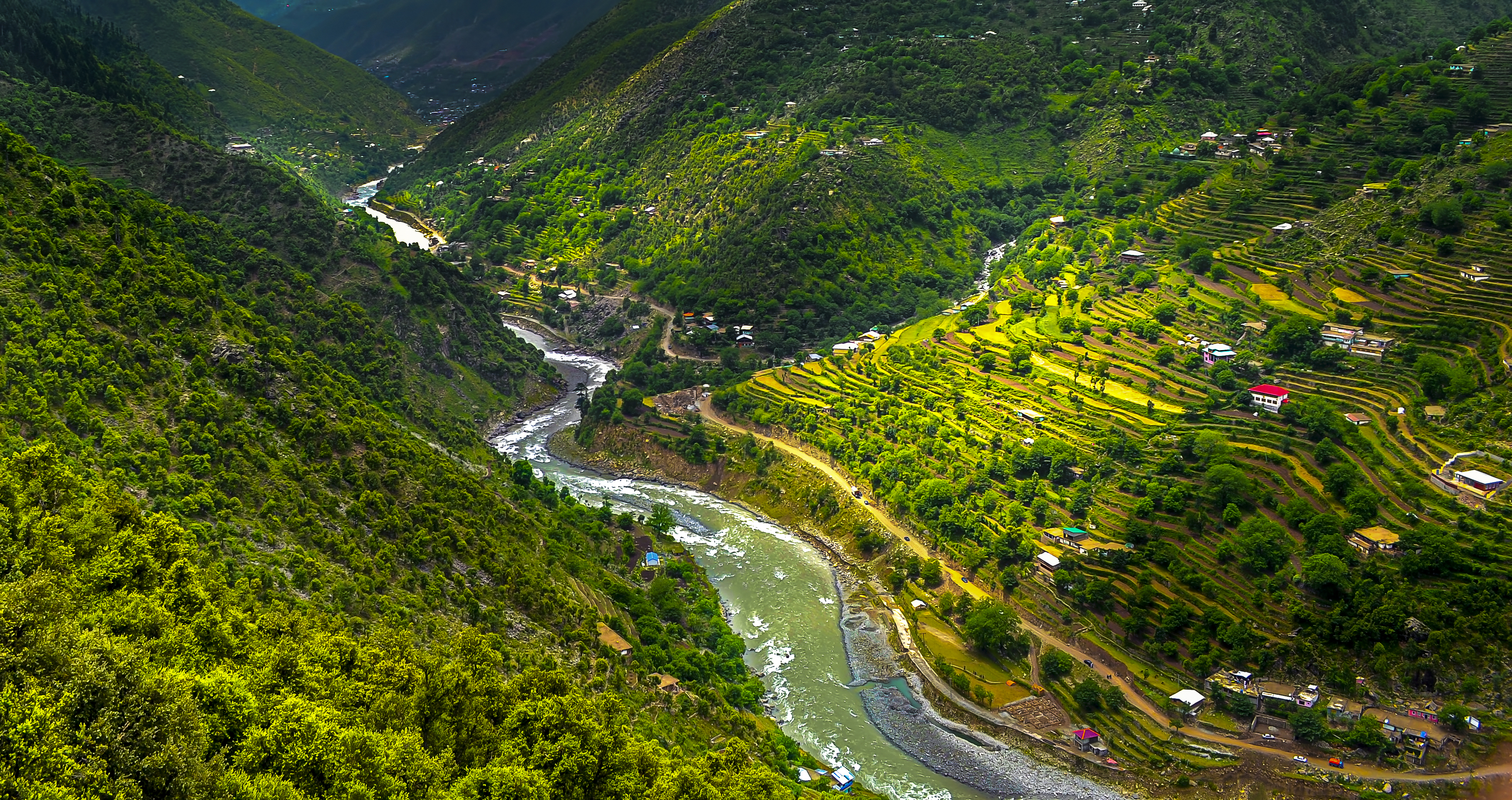
La rivière Swat.

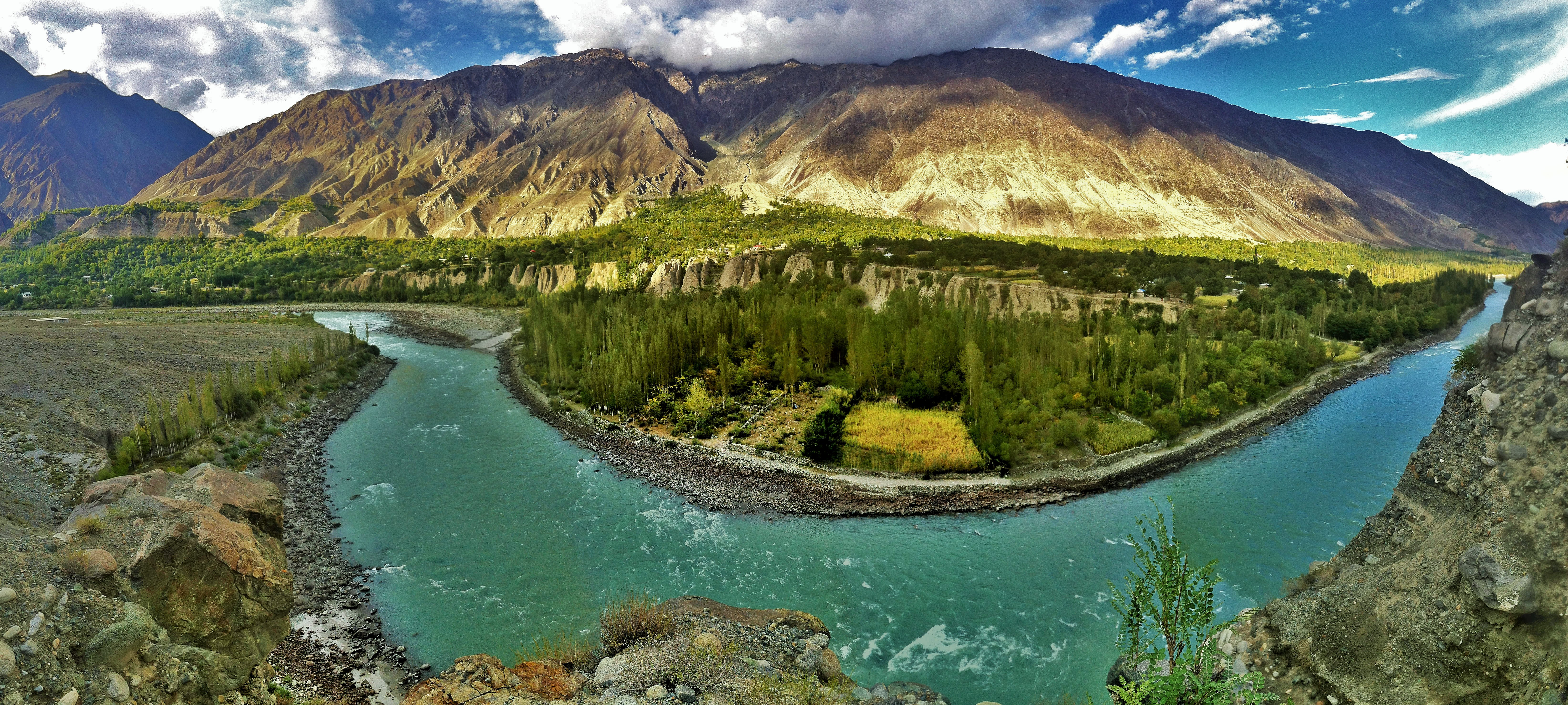
Le Gilgit.

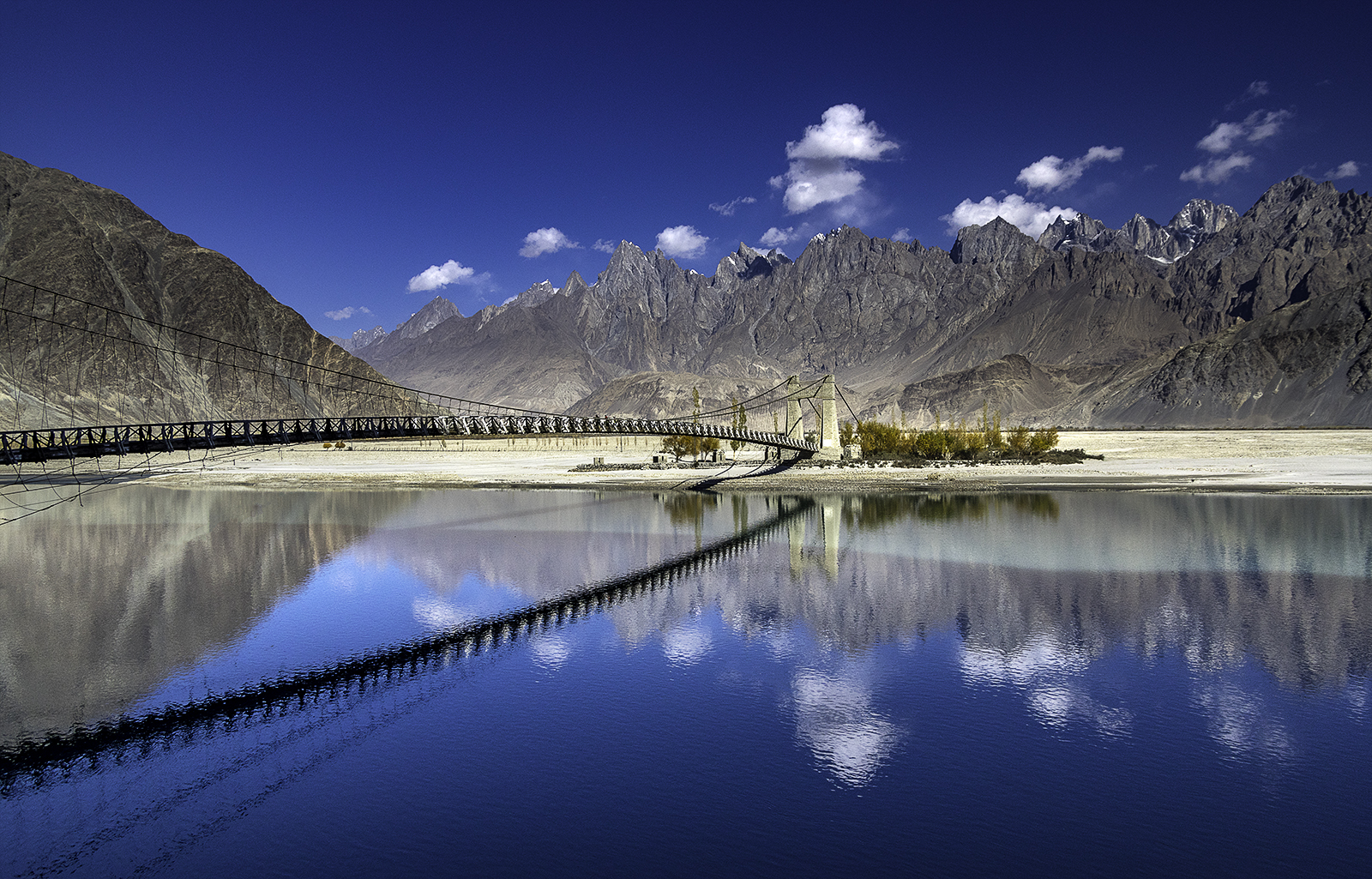
Pont Sailing au-dessus du Shyok.

- Indus
  - Panjnad
    - Chenab
      - Ravi
        - Ojh Nadi

      - Jhelum
        - Poonch
        - Kunhar (en)
        - Neelum

      - Tawi
      - Manawar Tavi

    - Sutlej

  - Gomal
    - Kundar
    - Zhob

  - Kurram
    - Gambila (en)

  - Soan
    - Ling Stream (en)

  - Haro
  - Kaboul
    - Swat La rivière Swat.
      - Jindi (en)
      - Panjkora

    - Bara (en)
    - Kunar
      - Lutkho

  - Siran
  - Tangir
  - Astor
    - Rupal (en)

  - Gilgit Le Gilgit.
    - Hunza
      - Naltar
      - Hispar (en)
      - Shimsal
      - Chapursan
      - Misgar
      - Khunjerab

    - Ishkuman
    - Yasin

  - Satpara (en)
  - Shigar Pont Sailing au-dessus du Shyok.
    - Braldu

  - Shyok
    - Saltoro (en)
    - Hushe
    - Nubra

  - Suru
    - Dras
    - Shingo

## Cours d'eau endoréiques

### Hamun-i-Mashkel
- Mashkel
  - Rakshan (en)

### Bassin du Sistan
- Helmand (Iran/Afghanistan)
  - Arghandab (Afghanistan)
    - Dori

### Plaine de l'Indus
- Nari
  - Mula (en)
  - Bolan
  - Beji
    - Anambar
      - Loralai

  - Loe Manda

### Désert du Thar
- Ghaggar

### Bassin du Tarim
- Tarim (Chine)
  - Yarkand (Chine)
    - Shaksgam (en)

## Source de la traduction
- (en) Cet article est partiellement ou en totalité issu de l’article de Wikipédia en anglais intitulé « List of rivers of Pakistan » (voir la liste des auteurs).